# باميلا ناديل
باميلا نادل (مواليد 1951) مؤرخة أمريكية وباحثة ومؤلفة ومحاضرة تركز على التاريخ اليهودي. رئيسة سابقة لجمعية الدراسات اليهودية، وهي حاليًا تشغل كرسي باتريك كليندين في تاريخ المرأة والجنس في الجامعة الأمريكية. ركزت ناديل بحثها على النساء اليهوديات ودورهن في التاريخ اليهودي وكذلك في تشكيل تاريخ الولايات المتحدة من خلال دورهن في مختلف الحركات الاجتماعية والسياسية.

## روابط خارجية
- Official Website
- Faculty Profile
- Testimony to House Judiciary Committee